# Cyclistes Professionnels Associés
Die Cyclistes Professionnels Associés (fr., Abk.: CPA, dt. etwa: Vereinigte Radprofis) ist ein internationaler Verband von Radprofis, die in UCI WorldTeams und UCI ProTeams tätig sind. Sie wird häufig als „Fahrer-Gewerkschaft“ bezeichnet.
Die CPA war lange Zeit als Dachverband von wenigen nationalen Verbänden (Italien, Spanien, Schweiz, Portugal, Belgien, Frankreich, Niederlande) organisiert, so dass nicht alle Radprofis durch sie vertreten wurden. Insbesondere bestanden keine nationalen Verbände in Großbritannien und den Staaten der ehemaligen UdSSR. Im Oktober 2014 gründete sich mit der Association of North American Professional Road Cyclists der erste nichteuropäische Mitgliedsverband. Im Jahr 2016 wurde die British an Irish Professional Cyclists' Association gegründet. Die Gründung weitere Teilverbände ist geplant. Im Juni 2020 wurde ein belgischer, ein australischer und ein polnischer Mitgliedsverband ausgenommen.
Die CPA wurde am 19. Mai 1999 während des Giro d’Italia 1999 gegründet, als der Giro- und Tour-Sieger von 1998 Marco Pantani wegen Blutdopings ausgeschlossen worden war. Die Organisation setzt sich für die Belange der Fahrer gegenüber den Rennorganisatoren, u. a. bei der Streckengestaltung der großen Rundfahrten, gegenüber den professionellen Radsportteams, u. a. wegen der Mindestgehälter, und gegenüber dem Weltradsportverband Union Cycliste Internationale (UCI) u. a. wegen der Regeln des Radsports ein. Sie sieht sich auch als Vorreiter im Kampf gegen das Doping im Radsport.
Im Jahr 2017 nahm die CPA eine Sektion für den Frauenradrennsport auf. Erste Vorsitzende dieser Sektion wurde die Straßenweltmeisterin von 1997 Alessandra Cappellotto. In Konkurrenz zu dieser Sektion der CPA gründete sich im gleichen Jahr The Cyclists’ Alliance als eigenständiger Verband für professionelle Radrennfahrerinnen.
Nach Angaben der UCI hatte die CPA in den Jahren 2008 und 2009 865 Mitglieder.
Mit dem Verband der Betreiber professioneller Radsportteams „Association Internationale des Groupes Cyclistes Professionnels“ (AIGCP) handelt die CPA die Mindestarbeitsbedingungen der Fahrer in einer tarifvertragsähnlichen Abrede („Joint Agreements“/„Accord Paritaire“) aus.
Erster Präsident der CPA war der frühere italienische Radprofi und Stundenweltrekordler Francesco Moser. Ihm folgte von Oktober 2007 bis November 2009 Cédric Vasseur. Sein Nachfolger im Amt wurde Gianni Bugno.
Im Juni 2018 trat der niederländische Mitgliedsverband aus der CPA aus. Er kritisierte die mangelnde Repräsentanz der Fahrer außerhalb der großen Radsportnationen und bekundete seine Unterstützung der von Iris Slappendel und Carmen Small für Radrennfahrerinnen gegründeten Cyclists' Alliance. Bei den anschließenden Wahlen zur Präsidentschaft setzte sich Bugno gegen David Millar dank der Blockstimmen der Mitgliederbände Frankreichs, Italien und Spaniens durch. Eine Gruppe von 27 aktiven Radrennfahrern, darunter Chris Froome, Geraint Thomas, Greg Van Avermaet und Tom Dumoulin kritisierten den Wahlprozess als unfair, da die Fahrer ohne Mitgliedschaft in einem nationalen Mitgliedsverband persönlich hätten abstimmen müssen, was für die meisten nicht möglich gewesen sei.
Eine vermehrte Kritik an der CPA, der u. a. vorgeworfen wurde eine Marionette der UCI zu sein führte im November 2021 zur Bekanntgabe der Gründung der Konkurrenzorganisation The Riders Union.